# Aglaé de Polignac
Aglaé Louise Françoise Gabrielle de Polignac (Parigi, 7 maggio 1768 – Edimburgo, 30 marzo 1803) è stata una nobildonna francese, figlia di Jules, I duca di Polignac e della più nota Gabrielle de Polastron, favorita della regina Maria Antonietta di Francia.

## Biografia

### Origini
Aglaé de Polignac nacque a Parigi come primogenita e unica figlia femmina di Gabrielle de Polastron e Jules François Armand, conte de Polignac.
I suoi nonni paterni furono il Marchese Louis Héracle Melchior de Polignac e, Diane Marie Adélaïde Zéphirine Mancini, nipote del Duca di Nevers. I suoi nonni materni furono Jean François Gabriel, comte de Polastron, e sua moglie, Jeanne Charlotte Hérault.
I genitori di Aglaé si erano sposati il 7 luglio 1767. Durante l'estate del 1775, sua madre, la contessa di Polignac, fu invitata dalla cognata alla corte reale francese ed ella si presentò con il marito durante un ricevimento ufficiale presso la regina Maria Antonietta e il re Luigi XVI.
Aglaé ebbe tre fratelli minori: Armand Jules Marie Héracle, duca de Polignac, Jules Auguste Armand Marie, principe de Polignac, e Camille Henri Melchior, comte de Polignac.
Fu educata al collegio di Panthémont, dove aveva studiato la madre.

### Matrimonio
Allo Château de Versailles, l'11 luglio 1780, all'età di dodici anni, Aglaé sposò il duc de Gramont et de Guiche. Diventata la Duchessa di Guiche fu soprannominata "Guichette" dalla sua famiglia. Dal matrimonio nacquero tre figli:
- Armandine Léonie Sophie Corisande de Gramont (1782-1865) sposò Charles Bennet, V conte di Tankerville;
- Aglaé Angélique Gabrielle de Gramont (1787-1842) sposò in prime nozze il generale russo Aleksandr L'vovič Davydov e in seconde nozze il diplomatico francese Horace Sébastiani;
- Antoine Geneviève Héraclius Agénor de Gramont diventò il IX Duca de Gramont.

Nel 1794, secondo Les Mémoires de Mme Vigée Lebrun, Élisabeth Vigée Le Brun dipinse un ritratto a mezzo busto della duchessa de Guiche che indossa un turbante blu, in stile Direttorio. Ella scrisse: "...Ho incontrato la duchessa di Guiche, il cui bel viso non era cambiato per niente."
Il 30 marzo 1803, Aglaé de Polignac morì in un incendio accidentale nella sua casa di Edimburgo in Scozia.

## Eredità

### Narrativa
Aglaé de Polignac, sotto il nome di Madame de Gramont, ha fatto una breve apparizione nel romanzo Addio mia regina di Chantal Thomas pubblicato nel 2002.